# Жестяне (Логойський район)
Жестяне — (біл. вёска Жесцяное), село (веска) в складі Логойського району розташоване в Мінській області Білорусі, підпорядковане Околовській сільській раді.
Село Жестяне розташоване в центральних районах Білорусі, у північній частині Мінської області - орієнтовне розташування [Архівовано 25 грудня 2018 у Wayback Machine.].